# Pizzeria

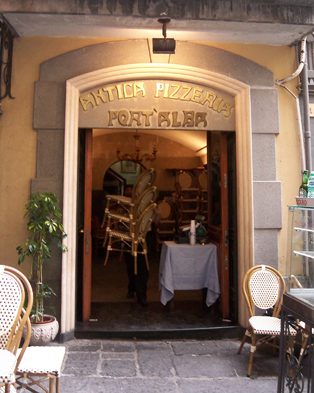
Antica Pizzeria Port’Alba in Neapel

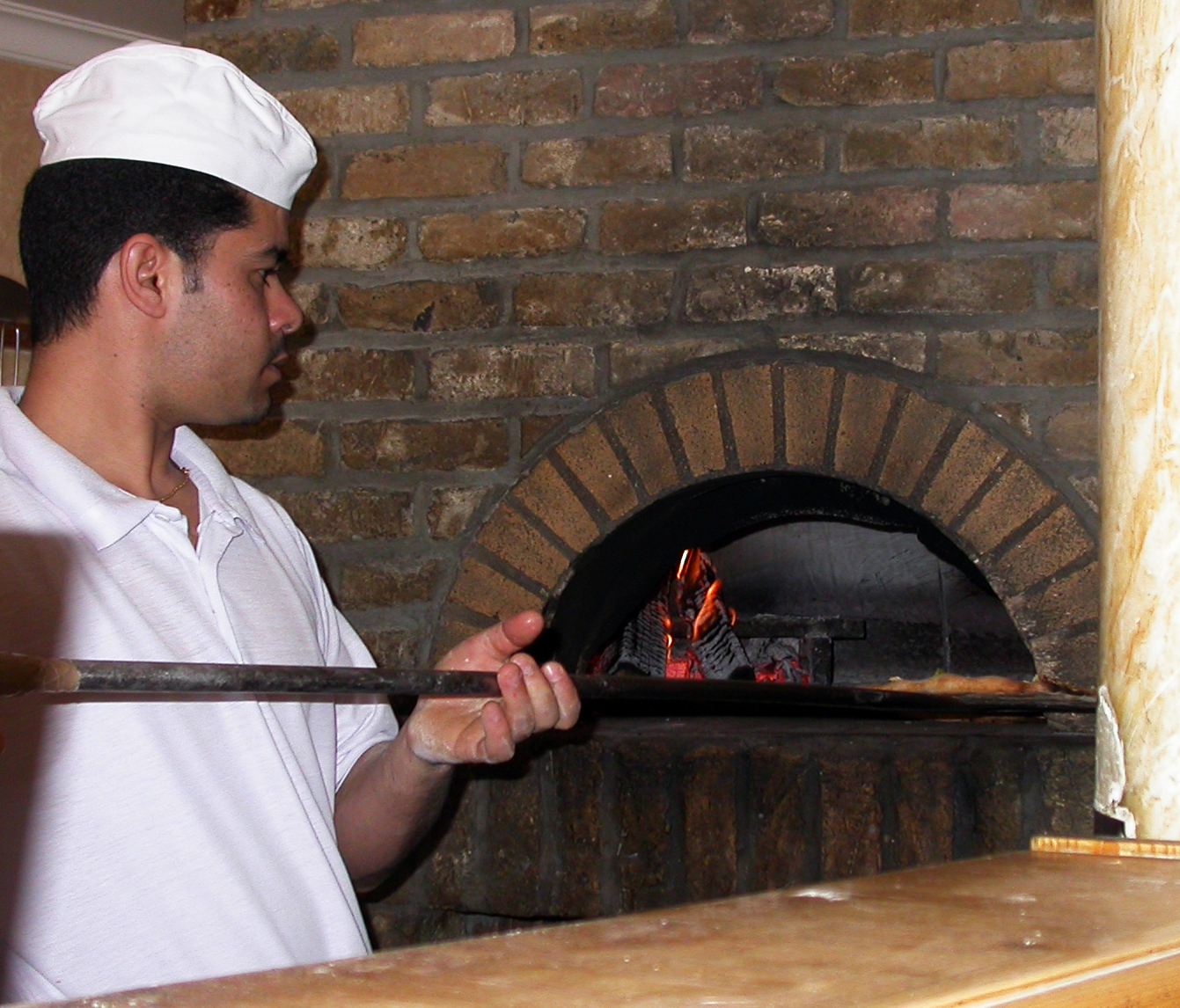
Pizzabäcker (pizzaiolo)

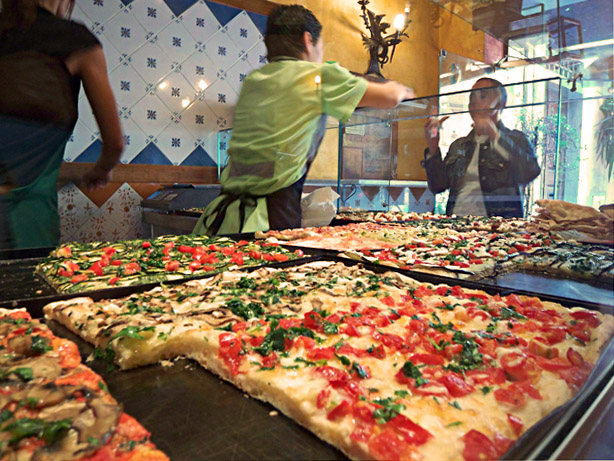
Pizza al taglio-Verkauf in Rom

Eine Pizzeria (Plural ital. Pizzerie, dt. Pizzerias, auch Pizzerien) ist ein Restaurant, dessen Spezialität die Herstellung und der Verkauf von Pizza ist.

## Italien
Die vermutlich älteste noch existierende Pizzeria Neapels ist die Antica Pizzeria Port’Alba. 1738 als Verpflegungsstätte für Wanderhändler gegründet, wurde sie 1830 zu einem Restaurantbetrieb mit Tischen, Stühlen und einem Obergeschoss umgewandelt.
In Italien versteht man unter einer Pizzeria in der Regel ein Geschäft, in dem man nur Pizza bestellen kann, üblicherweise, um sie mit nach Hause zu nehmen. Zur Unterscheidung benutzt man den Begriff Pizzeria Ristorante für ein Restaurant, das neben Pizza auch andere Gerichte anbietet.

## Deutschland
Pizzerien waren neben den Balkan-Restaurants die ersten von Gastarbeitern eingeführten Speisegaststätten, die sich im Nachkriegsdeutschland flächendeckend durchgesetzt hatten. Die erste Pizzeria Deutschlands war das von Nicolino di Camillo am 24. März 1952 in Würzburg eröffnete Sabbie di Capri.

## USA
In den USA wurde die erste Pizzeria bereits 1905 von Gennaro Lombardi in New York City eröffnet. Wirklich populär wurde die Pizza in den USA aber erst in den 1950er Jahren.

## Zustellung
Viele Pizzerien betreiben neben dem Restaurantbetrieb einen Pizzaservice, der die Gerichte frisch zubereitet in einem Warmhaltekarton ausliefert.

## Fast Food
Gegen Ende des 20. Jahrhunderts hielt das Konzept des Fast Food erneut Einzug in den Bereich des Pizzaverkaufs. In Italien entstanden unter der Bezeichnung Pizza al taglio („Schnittpizza“) Verkaufsstände, an denen Pizza auf großen rechteckigen Blechen gebacken und in kleinen Stücken verkauft wird. Diese Pizzastücke werden – abgesehen von Tomaten und Käse – selten mit mehr als zwei Zutaten belegt.
In den USA entwickelten sich Ketten wie Pizza Hut, in Deutschland Call a Pizza usw.